# Casa dell’Ara massima

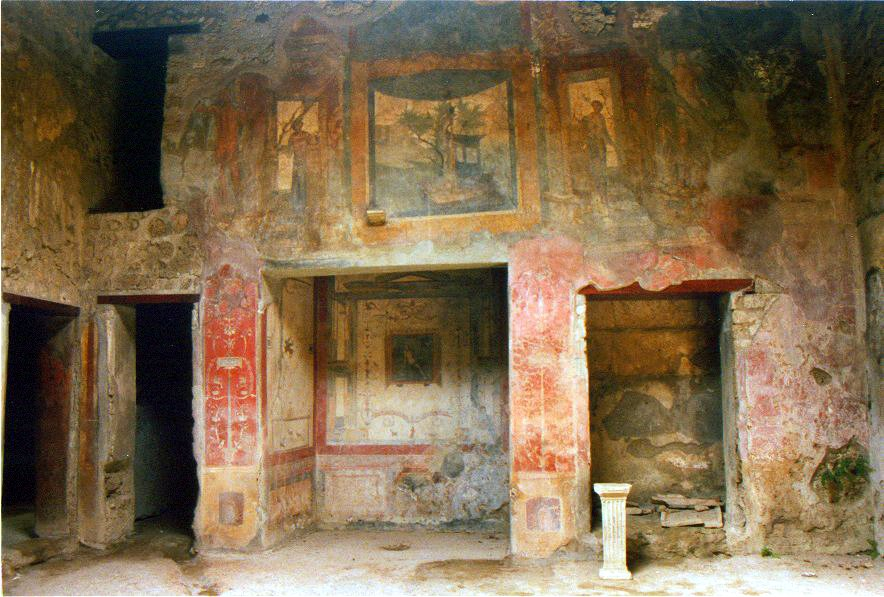
Das Atrium in der Casa dell’Ara massima, mit Bild des Narziss

Die Casa dell’Ara massima (VI 16,15) (deutsch Haus mit (dem Bild) der Ara Maxima), auch Casa di Narciso (deutsch Haus des Narziss), ist der moderne Name eines kleinen Atriumhauses in Pompeji, das durch seine erstklassige Bemalung auffällt.
Das Haus wird von  der Via del Vesuvio aus betreten. Links und rechts des Einganges befinden sich zwei Läden (oder Cubicula) und man gelangt direkt von dort in das kleine Atrium, um das sich praktisch alle Räume des Hauses gruppieren. An der Stelle des Tablinum ist nur eine Nische, in der sich ein Bild des Narziss findet. Das links neben dem Atrium liegende Triclinium zeigt in einer Wandmalerei 4. Stils ein Bild mit Selene und Endymion und auf der gegenüberliegenden Wand Ariadne, die von einer Bacchantin entdeckt wird. Die Wände sind durch Felder und Architekturdurchblicke gegliedert.
Der nächste Raum hat eine einfachere gelbe Dekoration mit diversen Mittelbildern, worunter sich auch das dem Haus den Namen gebende Bild des Hercules bei der Ara Maxima in Rom befindet. Die feinen Malereien in diesem Haus stehen in einem auffallenden Gegensatz zu der Kleinheit des Hauses. Trotz einer Reihe von Funden im Haus ist über den Eigentümer oder seinen Beruf nichts bekannt.